# Belgian Juniors 2009
Das Belgian Juniors 2009 als bedeutendstes internationales Nachwuchsturnier von Belgien im Badminton fand vom 18. bis zum 20. September 2009 in Lasne statt.

## Sieger und Platzierte
| Disziplin    | Gold                           | Silber                          | Bronze                                   |
| ------------ | ------------------------------ | ------------------------------- | ---------------------------------------- |
| Herreneinzel | Kasper Lehikoinen              | Jamie van Hooijdonk             | Lukáš Zevl                               |
| Herreneinzel | Kasper Lehikoinen              | Jamie van Hooijdonk             | Toby Penty                               |
| Dameneinzel  | Carolina Marín                 | Fabienne Deprez                 | Alina Hammes                             |
| Dameneinzel  | Carolina Marín                 | Fabienne Deprez                 | Sonia Olariu                             |
| Herrendoppel | Fabian Holzer Max Schwenger    | Paul Demmelmayer Bernd Thormann | Marin Baumann Lucas Claerbout            |
| Herrendoppel | Fabian Holzer Max Schwenger    | Paul Demmelmayer Bernd Thormann | Florian Baumgartner Vilson Vattanirappel |
| Damendoppel  | Audrey Fontaine Lauren Meheust | Lorraine Baumann Léa Palermo    | Belinda Heber Alexandra Mathis           |
| Damendoppel  | Audrey Fontaine Lauren Meheust | Lorraine Baumann Léa Palermo    | Helena Lewczynska Caitlin Pringle        |
| Mixed        | Audrey Fontaine Marin Baumann  | Lucie Havlová Lukáš Zevl        | Alina Hammes Richard Domke               |
| Mixed        | Audrey Fontaine Marin Baumann  | Lucie Havlová Lukáš Zevl        | Belinda Heber Paul Demmelmayer           |